# Урус-Мартан
Уру́с-Марта́н (чеч. МартантІі, Хьалха-Марта) — місто в Чечні, адміністративний центр Урус-Мартановського району Чеченської Республіки.

## Географія
Місто розташоване на річці Мартан (басейн Терека), за 31 км від Грозного. На території міста, на південь від його центру, в річку Мартан впадає річка Тангі. На північно-західній околиці міста протікає річка Рошні, яка впадає в річку Мартан на північ від міста.
За різними історичним даними Урус-Мартан засновано в 1708—1713 роках різними чеченськими тейпами з Нохчой-Мохка на річці Марта.
Цей населений пункт нарівні з іншими старовинними станицями рівнинної частини Чечні, як Чечен-Аул, Гехи, Шалі, Гойти, Атаги, є найдавнішими поселеннями, утвореними терськими козаками на рівнині, уздовж лінії Чорних гір у передгірській частині республіки.
Стародавня Урус-Мартанівська земля таїть у собі багато легенд.
Автор праці «Топонімія Чечено-Інгушетії» відомий чеченський вчений Ахмад Сулейманов вважає, що слово «марта» перекладається як «достаток» або «щедрість».
Крім того, у чеченців є власне чоловіче ім'я «Мартанакъ», утворене поєднанням слів "Март-на (х) -Кь (онах), перекладається як «щедрий-люди-чоловік» або «чоловік з щедрих людей». Трапляються в розмовній мові чеченців і такі вирази, як «Мангалхойн марта» («Обід косарів»), «Пхьор-марта» («Вечеря» тощо).
У передгірській частині Чеченської Республіки є два великих селища Урус-Мартан та Ачхой-Мартан.
Біля Хьалха Мартану у другій половині XIX ст. побудували російське укріплення, яке назвали Урус-Мартан (Оьрсийн Марта). Цю назву в російських джерелах перенесли й на село Хьалха-Марта. Останнім часом чеченці користуються двома назвами — Урус-Мартан та Хьалха-Марта, вживаючи перше в офіційних документах.
У перші десятиліття свого існування Урус-Мартан являв собою іменоване Жирга-Юртом (чеч. ЖиргІа-Юрт), невелике поселення або навіть групу хуторів (Гендаргенойн-КІотар, Батал-КІотар, Беной-КІотар, Пешхойн-КІотар тощо).
На думку історика Ю. Ельмурзаєва, вже з кінця XVIII ст. Урус-Мартан перетворився на великий політичний та ремісничий центр Чечні.
Основні транспортні артерії міста:
- Вулиця Кадирова (колишня Радянська) — тягнеться від центру міста до виїзду на північну околицю (в бік с. Алхан-Юрт). Названа на честь Президента Чеченської Республіки А. А. Кадирова;
- Вулиця Яндарова (старі назви — Каланакська, 2-а Радянська) — тягнеться від центру міста до виїзду на південну околицю (в бік с. Мартан-Чу). Названа на честь суфістского шейха початку XX століття Солсо-Хаджі Яндарова, що був уродженцем Урус-Мартана.
- Вулиця Магомед-Мєрзоєва — тягнеться від центру міста на північно-західну околицю (в бік села Гехи). Названа на честь Героя Радянського Союзу Хаваджі Магомед-Мєрзоєва;
- Вулиця імені Бадуєва — тягнеться від центру міста на південно-східну околицю (в сторону села Гойське). Названа на честь одного із засновників радянської чеченської літератури Саїда Бадуєва, що був уродженцем Урус-Мартана;
- Об'їзна вулиця — кільцева вулиця, що з'єднує східну, північну та північно-західну околиці міста.

## Історія

### До 1917 року
Село утворилося на місці поселень, заснованих, імовірно, в XVIII столітті, представниками чеченських тейпів гендаргеной, беной, белгатой, енганой та інших.
У Імаматі Шаміля Урус-Мартан був центром наібства Мала Чечня.
За часів СРСР Урус-Мартан був центром однойменного району.
Після ліквідації Чечено-Інгушської АРСР у 1944 році деякий час село мало назву Червоноармійське.
1990 року селу Урус-Мартан присвоєно статус міста.
3 травня 1810 за 10 кілометрів на північ від села, на річці Сунжі, при впадінні в неї річки Мартан, війська царської Росії заклали редут Усть-Мартанівський, який проіснував кілька місяців.
У першій половині XIX століття село кілька разів знищували царські війська. Так, 1—5 лютого 1822 Урус-Мартан та сусідній аул Гойти знищив російський загін під командуванням полковника Грекова. В аулів були взяті аманати. У січні 1825 Греков (до того часу отримав чин генерала) знову розорив аули Гойти, Урус-Мартан, Гехи. Протягом січня-лютого 1826 під час каральної експедиції під командуванням генерала Єрмолова були знищені аули по р. Аргун, Мартан (в тому числі Урус-Мартан), Гехи. У серпні 1832 10-тисячний російський загін під командуванням генерала барона Розена знищив аули по берегах річок Мартан (в тому числі Урус-Мартан), Гойти, Аргун, Басьо. У січні 1837 каральна експедиція під командуванням генерал-майора Фезі за участю 8 сотень осетинської та інгушської міліції пройшла по аулах Малої Чечні, знищивши по дорозі й Урус-Мартан: «При зворотному проходженні спалено понад 1000 сакель по Мартанівській ущелині та кілька сотень по Тенгінській. На другий день докінчив винищення сакель що ще залишилися, запасів хліба та фуражу…». З 7 по 10 липня 1840 загін генерала Галафеєва розорив аули Чечні у напрямку: Старі Атаги — Чахкері — Гойти — Урус-Мартан — Гехи. У складі цього загону був поручик М. Ю. Лермонтов.
До 1840 Урус-Мартан відігравав менш важливу роль у суспільно-політичному житті Чечні, ніж більші та набагато раніше засновані сусідні аули Гехи, Старі Атаги, Алди, Чечен-Аул. На початку 1840 старшина (виборний голова села) Урус-Мартана Ісса Гендаргеноєвський прийняв у себе Ахверди Магому — сподвижника Імама Дагестану Шаміля, який, після важкого ураження в Ахульго влітку 1839, з кількома наближеними та членами своєї родини переховувався в горах Чечні. У ході цієї зустрічі та наступних переговорів зі впливовими представниками інших чеченських товариств домовилися про те, що вся Чечня стане на сторону Шаміля в його боротьбі з царською Росією. 7 Березня 1840 в Урус-Мартані пройшов з'їзд чеченського народу, на якому Шаміля проголосили імамом Чечні та Дагестану.
3 серпня 1848 року генерал-ад'ютант Воронцов у центрі Урус-Мартана заклав російську фортецю, яка проіснувала кілька років.
У 1860-ті роки в Урус-Мартані з'явився один з найбільших у Чечні хлібних ринків.
На початку XX століття в селі налічувалося 35 торгових закладів, 45 водяних млинів, 6 хлібопекарень, 20 цегельно-черепичних і 15 лісопильних заводів.

### За часів СРСР
15 січня 1918 року в Урус-Мартані відкрився національний з'їзд. Чеченський нафтопромисловець, офіцер та громадський діяч Абдул-Меджид Орцуйович Чермоєв влітку та восени 1917 року проводив політику зближення з козацтвом, був у прямому сенсі цього слова обсвистаний учасниками з'їзду та відтиснутий політичними суперниками на другий план. Головою нового складу Чеченської національної ради знову затвердили авторитетного адвоката, колишнього підполковника царської армії та прихованого соціал-демократа Ахметхана Мутушева (1884—1943). Вплив духовенства на Раду значно посилився. Впливове угруповання шейхів вимагало ввести в Чечні теократичну форму правління, за якої верховна влада мала належати Раді вищих духовних осіб — улемів. Їх відкрито підтримала найбільш консервативно настроєна частина світських діячів на чолі з Ібрагімом Чуліковим. Вплив духовенства був настільки сильним, що нова Чеченська національна рада стала називатися на «ісламський» лад — меджлісом.
15 січня 1923 в Урус-Мартані було проведено з'їзд чеченського народу, на якому було проголошено створення Чеченської автономної області. З'їзд відвідала делегація з Москви на чолі з Головою Президії ЦВК СРСР М. Калініним.
25 серпня 1925 в Чечні почалася чекістсько-військова каральна операція , яка завершилась 12 вересня. Всього до участі в ній були залучені близько семи тисяч червоноармійців при 240 кулеметах і 24 гарматах. Крім того, у розпорядженні командувача операцією знаходилося два авіаційних загони та бронепоїзд. В тактичному відношенні війська, а також оперативні групи ГПУ, були розбиті на сім угруповань, що діяли в заздалегідь позначених районах. Під час операції Урус-Мартан піддавався артобстрілу та авіаударам три доби. Владі здалися шейхи Солсо-хаджі Яндаре та кадий Урус-Мартана Білу-Хаджі Гайтана. Яндаре незабаром був відпущений владою, а Гайтана — розстріляний.
У 1930 році в Урус-Мартані з'явився перший осередок всесоюзного атеїстичного суспільства Союз войовничих безбожників.
У 1970 — 1980-і роки в Урус-Мартані функціонував найбільший у республіці недільний ринок, а саме село вважалося найбільшим в СРСР. Оскільки промисловості, як такої, в селі не було (тільки одна невелика швейна фабрика та два деревообробних цеху лісгоспу), а в радгоспі «Горець» і в місцевих державних установах роботи всім не вистачало, велика частина працездатних чоловіків виїжджала на літо і осінь на так звану «шабашку» в радгоспи та колгоспи Поволжя, де найчастіше вони займалися зведенням будівельних об'єктів сільсько-осподарського призначення та вирощуванням баштанних культур.

### Перша чеченська війна
У липні-серпні 1994 року опозиційна Президенту Чеченської Республіки Ічкерія Д.М. Дудаєву група колишнього мера Грозного Біслана Гантамірова, що був командувачем військами проросійської Тимчасового Ради Чеченської Республіки (ВС ЧР), встановила контроль над Урус-Мартаном та здебільшого Урус-Мартанівським районом, скасувавши сформовану Дудаєвим префектуру. Нову адміністрацію Урус-Мартанівського району очолив Ю.М. Ельмурзаєв. Восени 1994 року на мітингу прихильників ВС ЧР в Урус-Мартані виступив директор ФСК РФ С. Стєпашин. Протягом літа і осені 1994 дудаєвська армія провела декілька наступів на опозиційні загони, розташовані в Урус-Мартані і в його околицях. Гантаміровци, в свою чергу, захопили блок-пост на південній околиці р. Грозного та зробили, за підтримки російських танків та гелікоптерів, два невдалих штурми чеченської столиці (15 жовтня і 26 листопада 1994).
З початком першої чеченської війни Урус-Мартан був оголошений федеральною владою підконтрольним Росії та «зоною, вільною від бойових дій».
У ніч з 27 на 28 грудня 1994 російський літак завдав ракетно-бомбового удару по домівках жителів, розташованих в південній частині, на вулиці Каланчацький та прилеглих вулицях. Внаслідок обстрілу загинули не менше 9 мирних жителів, в тому числі діти. 
15 грудня 1994 війська Ічкерії захопили адміністративні та громадські будівлі в центрі міста (військкомат, райпо, вузол зв'язку, інтернат, нова будівля адміністрації району та інші), а також нещодавно побудований через річку Мартан міст у південній частині міста.
8 червня 1996 невідомими було обстріляно з автоматичної зброї автомобіль голови окупаційної адміністрації Урус-Мартанівського району Юсупа Ельмурзаєва, коли він виїжджав з воріт свого будинку. Внаслідок нападу загинули сам глава і троє його охоронців.
14 жовтня 1996 Урус-Мартан було блоковано військами Ічкерії на чолі з Русланом Гелаєвим. Після нічного зіткнення вояків з міською міліцією 15 жовтня влада в Урус-Мартані перейшла в руки прихильників уряду Ічкерії.
До середини 1997 року Урус-Мартан опинився під владою непідконтрольного Президенту ЧРІ А.А. Масхадову збройного формування ісламських радикалів — «Урус-Мартанівського джамаату», керували якими місцеві уродженці брати Ахмадові. Вони змістили з посади обраного на виборах на початку року мером міста Зарган Мальсагова, а також кадію району. У місті та в його околицях були створені бази бойовиків. Вводилося шаріатське судочинство, застосовувалися тілесні покарання за вживання спиртних напоїв (40 ударів палицями), здійснювалися спроби ввести носіння жінками хіджабів в громадських місцях. Влітку 1999 року на центральній площі Урус-Мартану було вперше публічно приведено у виконання смертний вирок шаріатського суду, який постановив розстріляти жителя сусіднього села Гехи, який вбив з метою пограбування літню жінку та її 16-річну онуку.

### Друга чеченська війна
Протягом вересня 1999 російська авіація двічі завдавала ракетно-бомбових ударів по околицях Урус-Мартану: спочатку були обстріляні поля радгоспу «Горець» між Урус-Мартаном та Алхан-Юртом, потім було атаковано молочно-товарну ферма між Урус-Мартаном та селом Тангі-Чу. 2 жовтня 1999 після полудня російські літаки завдали кілька ракетно-бомбових ударів (в тому числі з використанням касетних боєприпасів з начинкою бойових елементів у вигляді голок) по полях держгоспу «Горець» на північно-західній околиці Урус-Мартана, адміністративним будівлям в центрі та житловому сектору у південній (вулиця Каланчацька, пров. Каланчацький, вул. Свободи) будинок: Керімова, Тапаєвих та Гойтавих), в північно-східній частини міста (вул.1-я Асламбек-Шеріпова, Об'їзна) будинок: Закрієвих, Мусаєва, Гебертаєвих, Ержапових, 7-а школа та перевалка «Горець». Внаслідок цих ударів було вбито більше десяти мирних жителів, в тому числі і діти.
4 жовтня 1999 в Урус-Мартані ракетою переносного зенітного комплексу «Стріла-2» було збито російський розвідувальний літак Су-24МР, який виконував обліт місцевості на малій висоті. Командир екіпажу Костянтин Стукало загинув, штурман Сергій Смислов встиг катапультуватися і через кілька тижнів був звільнений федеральними військами.
Обстріли міста проводились з артилерійських установок, з використанням ракет класу «земля-земля» «Точка-У». У листопаді було здійснено ще один авіаудар в районі середньої школи № 6.
На початку грудня 1999 року в місто зайшли російські війська. Аж до 2005 року діяла комендантська година, місто було оточене блок-постами федеральних підрозділів. 29 листопада 2001 року на центральній площі Урус-Мартану місцева мешканка Айза (Ельза) Газуєва, підійшла до коменданта Урус-Мартанівського району генерал-майора Гейдара Гаджієва, який прямував від будівлі районної адміністрації до будівлі комендатури (вони перебували на різних кінцях площі), покликала його і тут же привела в дію вибуховий пристрій, закріплене у неї на тілі. Внаслідок вибуху загинули сама Газуєва, Гаджієв і троє російських військовослужбовців.

## Населення
Національний склад
За даними Всеросійського перепису населення 2010 року:
| Народ                       | Чисельність, осіб | Частка від усього населення, % |
| --------------------------- | ----------------- | ------------------------------ |
| чеченці                     | 47 309            | 96,41 %                        |
| росіяни                     | 868               | 1,77 %                         |
| лезгини                     | 107               | 0,22 %                         |
| даргинці                    | 60                | 0,12 %                         |
| аварці                      | 55                | 0,11 %                         |
| татари                      | 55                | 0,11 %                         |
| табасарани                  | 52                | 0,11 %                         |
| кумики                      | 50                | 0,10 %                         |
| інші                        | 354               | 0,72 %                         |
| не зазначили та відмовилися | 160               | 0,33 %                         |
| усього                      | 49 070            | 100,00 %                       |

## Пам'ятки

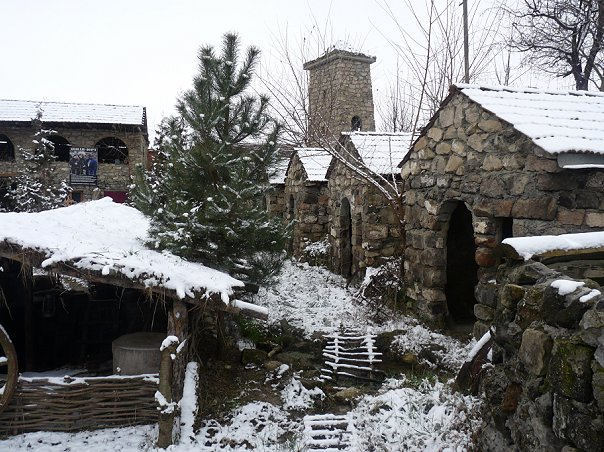
Музей «Донді-Юрт»
Головною визначною пам'яткою міста вважається історичний музей просто неба, що носить ім'я «Донді-Юрт». Етнографічний музей побудований у 2000 році на особистому подвір'ї колишнім співробітником МВС, заслуженим працівником культури Чеченської Республіки Адамом Сатуевим. У музеї «Донді-юрт» зібрано велику кількість предметів побуту, що належали предкам нинішніх чеченців, збудовано цілий комплекс будівель та приміщень, житлові та бойові вежі, склепи, які відтворюють картину старого аулу. За створення приватного музею «Донді-Юрт» Адаму Сатуєву вручено високу нагороду — знак «Почесний громадянин Чеченської Республіки».

## Відомі уродженці
- Іса Гендергеноєвський (1784 — 1845) — чеченський полководець XIX століття.
- Аухадов, Апті Хамзатович (1992) — важкоатлет, Заслужений майстер спорту Росії, срібний призер літніх Олімпійських ігор 2012 року в Лондоні;
- Діма, Умар Дімаєвіч (1908 — 1972) — відомий музикант та композитор, Народний артист Чечено-Інгушської АРСР, батько відомих музикантів та композиторів Алі і Саїда Дімаєвих;
- Седан, Мухаді Мовладієвіч (1962) — радянський штангіст, багаторазовий чемпіон СРСР і володар Кубка СРСР, майстер спорту СРСР міжнародного класу, тренер;
- Хібалов, Мухамад (1993) — штангіст, чемпіон Росії з важкої атлетики;
- Шахбулатов, Аднан Маккаєвіч (1937 — 1992) — композитор, Заслужений діяч мистецтв РРФСР, лауреат Державної премії імені М.І. Глінки.

## Спорт
Футбол
- Стадіон (домашня арена футбольного клубу «Мартан» (колишній «Автодор») — розташований в районі школи № 7
- Стадіон — розташований в районі центрального ринку.
- Стадіон на вулиці С.-Х. Яндарова (Каланчацька)

Боротьба (вільна)
- ДЮСШ в будинку культури

Бокс
- Клуб «Рамзан»